# Escandolières
Escandolières är en kommun i departementet Aveyron i regionen Occitanien i södra Frankrike. Kommunen ligger  i kantonen Rignac som ligger i arrondissementet Rodez. År 2022 hade Escandolières 222 invånare.

## Befolkningsutveckling
Antalet invånare i kommunen Escandolières
| Befolkningsutvecklingen i Escandolières 1968–2008INSEE | Befolkningsutvecklingen i Escandolières 1968–2008INSEE | Befolkningsutvecklingen i Escandolières 1968–2008INSEE | Befolkningsutvecklingen i Escandolières 1968–2008INSEE | Befolkningsutvecklingen i Escandolières 1968–2008INSEE |
| ------------------------------------------------------ | ------------------------------------------------------ | ------------------------------------------------------ | ------------------------------------------------------ | ------------------------------------------------------ |
|                                                        |                                                        |                                                        |                                                        |                                                        |
| År                                                     |                                                        |                                                        | Folkmängd                                              |                                                        |
| 1968                                                   | 1968                                                   |                                                        | 324                                                    |                                                        |
| 1975                                                   | 1975                                                   |                                                        | 298                                                    |                                                        |
| 1982                                                   | 1982                                                   |                                                        | 272                                                    |                                                        |
| 1990                                                   | 1990                                                   |                                                        | 254                                                    |                                                        |
| 1999                                                   | 1999                                                   |                                                        | 224                                                    |                                                        |
| 2008                                                   | 2008                                                   |                                                        | 200                                                    |                                                        |